# Spion i trosor
Spion i trosor (engelska: The Glass Bottom Boat) är en amerikansk långfilm från 1966 i regi av Frank Tashlin, med Doris Day, Rod Taylor, Arthur Godfrey och John McGiver i rollerna.

## Handling
Axel Nordstrom (Arthur Godfrey) driver en liten firma som kör turister runt i en båt med glasbotten. Hans dotter Jennifer Nelson (Doris Day) extraknäcker för honom genom att låtsas vara en sjöjunfru under båtturen. En dag råkar Bruce Templeton (Rod Taylor) få sin fiskekrok fast i Jennifers kostym och lämnar henne med rumpan bar i vattnet. Situationen blir inte lättare när det visar sig att Bruce är chef för forskningsanstalten där Jennifer jobbar. Han har fattat tycke för henne och för att komma henne närmre anställer han Jennifer för att skriva hans livshistoria. Förvecklingar uppstår när säkerhetschefen Homer Cripps (Paul Lynde) blir övertygad om att Jennifer är en rysk spion.

## Rollista
| Doris Day        | – Jennifer Nelson       |
| Rod Taylor       | – Bruce Templeton       |
| Arthur Godfrey   | – Axel Nordstrom        |
| John McGiver     | – Ralph Goodwin         |
| Paul Lynde       | – Homer Cripps          |
| Edward Andrews   | – Gen. Wallace Bleecker |
| Eric Fleming     | – Edgar Hill            |
| Dom DeLuise      | – Julius Pritter        |
| Elisabeth Fraser | – Nina Bailey           |
| Dick Martin      | – Zack Molloy           |
| George Tobias    | – Norman Fenimore       |
| Alice Pearce     | – Mabel Fenimore        |
| Ellen Corby      | – Anna Miller           |
| Dee J. Thompson  | – Donna                 |